# 陸冠邦
陸冠邦（Luk Koon Pong，1978年8月1日—），生於香港，退休香港足球運動員，司職右後衛，前香港足球代表隊隊員，持有亞洲足協C級足球教練牌照，現時為南華足球隊U14教練及車路士足球學校教練。

## 球會生涯
陸冠邦出道於二合，二合於2001年退出聯賽後，改投南華，在2006年再轉投傑志。
2008年夏天，陸冠邦轉投香港甲組足球聯賽新軍天水圍飛馬。2011年至2012年季度完結後，陸冠邦低調退役。同一時間，天水圍飛馬轉型為太陽飛馬前，足球會曾經邀請陸冠邦留任為助理教練，惟陸冠邦當時已經答允車路士足球學校，故此婉拒了。

## 國際賽生涯
陸冠邦曾經先後多次入選香港奧運隊、香港足球代表隊及香港聯賽選手隊，在2001年的賀歲盃，成為當屆比賽唯一取得正選的土生港將。

## 個人榮譽
- 香港足球明星選舉最佳十一人 一次（2003–04季度）

## 外部連結
- 足球總會網頁球員註冊資料 （页面存档备份，存于）
- 天水圍飛馬官方網頁球員資料

| 體育角色      | 體育角色                            | 體育角色    |
| ------------- | ----------------------------------- | ----------- |
| 前任： 鄭少偉 | 天水圍飛馬隊長 2009年8月–2009年10月 | 繼任： 科夫 |